# Kenna di Lituania
Kenna (1351 circa – 27 aprile 1367) era una delle figlie del granduca di Lituania Algirdas e fu promessa in sposa a Casimiro IV di Pomerania, nipote di Casimiro III di Polonia, che assunse dopo il matrimonio il titolo di duchessa di Pomerania.

## Biografia
Si conoscono pochissime informazioni sulla vita di Kenna. Nelle fonti storiche è menzionata due volte, di cui una come figlia del granduca di Lituania Algirdas, mentre l'altro riferimento, contenuto nella cronaca di Giovanni di Czarnkow, riferisce che la bambina fosse figlia del fratello del sovrano, Kęstutis. In uno dei documenti il suo nome è riportato come Giovanna, mentre negli Annali della diocesi di Cracovia è chiamata Kenna. Di solito questa contraddizione delle fonti veniva considerata alla stregua di un secondo nome della prima moglie di Casimiro Słupski, il cui nome lituano era Kenna. Sulla base del fatto che aveva un nome lituano, il genealogista polacco Tadeusz Wasilewski la considera figlia di Kęstutis. Un altro studioso polacco dei Gediminidi, Jan Tęgowski, non è d'accordo con questa opinione, insistendo sul fatto che Kenna risulta la forma diminutiva del nome Cunegonda (Kunegunda), un nome diffuso all'epoca del re polacco Casimiro III. In questo caso la forma Giovanna dovrebbe essere considerata una versione distorta del nome della principessa da ascrivere al copista avignonese del documento originale. Secondo la medesima fonte, nel 1360 Giovanna aveva circa dieci anni quando fu firmato «un accordo di matrimonio preliminare» (sponsalia de futuro) tra lei e Casimiro. Lo storico Joachim Zdręnek precisa che il matrimonio fu organizzato nel giugno 1358 durante un incontro dei principi lituani con Casimiro III. Jan Tęgowski, sulla base di questo ragionamento, deduce che la nobile nacque probabilmente nel 1351. Secondo il diritto canonico, il matrimonio poteva essere celebrato solo quando la sposa aveva dodici anni e il consorte quattordici. Poiché Casimiro aveva nove anni nel 1360, il matrimonio dovette avvenire nel 1366. Gli storici Robert Frost e Thomas Koziara ritengono invece che le nozze si celebrarono tempo prima, già nel 1358.
Lo sposo e la sposa vissero alla corte del re polacco Casimiro III, il quale sperava con questo matrimonio di riappacificare le relazioni bilaterali della Polonia con la Lituania, le quali affrontavano momenti di difficoltà per via della contesa sul possesso della Volinia. Secondo gli Annali della diocesi di Cracovia, il 27 aprile 1367 Kenna morì senza avere figli.

## Ascendenza
|                       |                    |                          | Genitori              |  |  | Nonni |  |  | Bisnonni |  |  | Trisnonni |  |
|                       |                    |                          |                       |  |  |       |  |  | Butvydas |  |  | …         |  |
|                       |                    |                          |                       |  |  |       |  |  | Butvydas |  |  | …         |  |
|                       |                    | …                        |                       |  |  |       |  |  | Butvydas |  |  |           |  |
| Gediminas             |                    |                          |                       |  |  |       |  |  | Butvydas |  |  |           |  |
|                       |                    | …                        | …                     |  |  |       |  |  |          |  |  |           |  |
|                       |                    | …                        | …                     |  |  |       |  |  |          |  |  |           |  |
|                       |                    | …                        | …                     |  |  |       |  |  |          |  |  |           |  |
| Algirdas              |                    | …                        |                       |  |  |       |  |  |          |  |  |           |  |
|                       |                    | Ivan di Polack           | …                     |  |  |       |  |  |          |  |  |           |  |
|                       |                    | Ivan di Polack           | …                     |  |  |       |  |  |          |  |  |           |  |
|                       |                    | Ivan di Polack           | …                     |  |  |       |  |  |          |  |  |           |  |
| Jewna di Polack       |                    | Ivan di Polack           |                       |  |  |       |  |  |          |  |  |           |  |
|                       |                    | …                        | …                     |  |  |       |  |  |          |  |  |           |  |
|                       |                    | …                        | …                     |  |  |       |  |  |          |  |  |           |  |
|                       |                    | …                        | …                     |  |  |       |  |  |          |  |  |           |  |
| Kenna di Lituania     |                    | …                        |                       |  |  |       |  |  |          |  |  |           |  |
|                       | Michail Jaroslavič | Jaroslav III di Vladimir |                       |  |  |       |  |  |          |  |  |           |  |
|                       | Michail Jaroslavič | Jaroslav III di Vladimir |                       |  |  |       |  |  |          |  |  |           |  |
|                       | Michail Jaroslavič | Ksenija                  |                       |  |  |       |  |  |          |  |  |           |  |
| Alessandro I di Tver' | Michail Jaroslavič |                          |                       |  |  |       |  |  |          |  |  |           |  |
|                       |                    | Anna di Kašin            | Dimitrij Borisovič    |  |  |       |  |  |          |  |  |           |  |
|                       |                    | Anna di Kašin            | Dimitrij Borisovič    |  |  |       |  |  |          |  |  |           |  |
|                       |                    | Anna di Kašin            | …                     |  |  |       |  |  |          |  |  |           |  |
| Uliana di Tver'       |                    | Anna di Kašin            |                       |  |  |       |  |  |          |  |  |           |  |
|                       |                    | Jurij I di Galizia       | Leone I di Galizia    |  |  |       |  |  |          |  |  |           |  |
|                       |                    | Jurij I di Galizia       | Leone I di Galizia    |  |  |       |  |  |          |  |  |           |  |
|                       |                    | Jurij I di Galizia       | Costanza d'Ungheria   |  |  |       |  |  |          |  |  |           |  |
| Anastasia di Galizia  |                    | Jurij I di Galizia       |                       |  |  |       |  |  |          |  |  |           |  |
|                       |                    | Eufemia di Cuiavia       | Casimiro I di Cuiavia |  |  |       |  |  |          |  |  |           |  |
|                       |                    | Eufemia di Cuiavia       | Casimiro I di Cuiavia |  |  |       |  |  |          |  |  |           |  |
|                       |                    | Eufemia di Cuiavia       | Eufrosina di Opole    |  |  |       |  |  |          |  |  |           |  |
|                       |                    | Eufemia di Cuiavia       |                       |  |  |       |  |  |          |  |  |           |  |